# Chatenet
Chatenet är en kommun i departementet Charente-Maritime i regionen Nouvelle-Aquitaine i västra Frankrike. Kommunen ligger  i kantonen Montlieu-la-Garde som ligger i arrondissementet Jonzac. År 2022 hade Chatenet 217 invånare.

## Befolkningsutveckling
Antalet invånare i kommunen Chatenet
Referens:INSEE